# Вайсе Елстер
Вайсе Елстер или Били Алщроф (на чешки: Bílý Halštrov; на немски: Weiße Elster) е река в Чехия (Карловарски край) и Германия (провинции Саксония, Тюрингия и Саксония-Анхалт), десен приток на Зале (ляв приток на Лаба). Дължина 257 km, площ на водосборния басейн 5154 km².

## Географска характеристика
Река Вейсе Елстер води началото си от извор-чешма, под имего Били Алщроф, на 724 m н.в., от крайната западна част на планината Крушне хори, на 6 km югоизточно от град Аш, в западната част на Карловарски край, Чехия. След около 10 km вече под името Вейсе Елстер навлиза на германска територия и тече през хълмистите равнини на Тюрингския басейн. След град Цайц тече през средната част на Северногерманската равнина, при град Лайпциг завива на запад и южно от град Хале, на 80 m н.в. се влива отдясно в река Зале, ляв приток на Елба.
Водосборният басейн на Вайсе Елстер обхваща площ от 5154 km², което представлява 21,33% от водосборния басейн на Зале. Речната ѝ мрежа е едностранно развита в много повече и по-дълги десни, по-малко и по-къси леви притоци. На запад водосборният басейн на Вайсе Елстер граничи с водосборните басейни на реките Регниц, Визента, Орла, Рода, Ветах, Риплах, Флосграбен и Фуне (десни притоци на Зале), а на югоизток и изток – с водосборните басейни на реките Охрже и Мулде (леви притоци на Елба).
Основни притоци:
- леви – Вайда (57 km, 459 km²);
- десни – Шнаудер (52 km, 257 km²), Плайсе (90 km, 1474 km²), Парте (58 km, 360 km²).

Вайсе Елстер има смесено снежно-дъждовно подхранване с повишено пролетно-лятно пълноводие. Среден годишен отток в долното течение 143 m³/sec.

## Стопанско значение, селища
В горното течение под град Елсниц е изграден язовирът „Пирк“, а на притоците ѝ Триб и Вайда – язовирите „Пьол“ и „Цойленрода“, водите на които се използват за производство на електроенергия и промишлено и битово водоснабдяване. Долината на реката е гъсто заселена, като най-големите селища са градовете: Елсниц, Плауен, Цайц, Цвенкау, Лайпциг и Шкойдиц в провинция Саксония; Грайц и Гера в провинция Тюрингия.

## Мостове
- Элстерталбрюке
- Мост на аутобана около град Пирка
- Старият мост в град Плауен